# Quince de Abril, Acapetahua
Quince de Abril är en ort i Mexiko.   Den ligger i kommunen Acapetahua och delstaten Chiapas, i den sydöstra delen av landet, 800 km sydost om huvudstaden Mexico City. Quince de Abril ligger 8 meter över havet och antalet invånare är 237.
Terrängen runt Quince de Abril är mycket platt. Runt Quince de Abril är det ganska glesbefolkat, med 36 invånare per kvadratkilometer. Närmaste större samhälle är Acapeteahua, 18,1 km öster om Quince de Abril. 